# Le Buis
Le Buis – miejscowość i gmina we Francji, w regionie Nowa Akwitania, w departamencie Haute-Vienne.
Według danych na rok 1990 gminę zamieszkiwały 174 osoby, a gęstość zaludnienia wynosiła 27 osób/km² (wśród 747 gmin Limousin Le Buis plasuje się na 454. miejscu pod względem liczby ludności, natomiast pod względem powierzchni na miejscu 627.).

## Populacja

Populacja Le Buis w latach 1962–2008